# Adrian Hila
Adrian Hila, född 1970, är en albansk kompositör och producent.

## Karriär
Hila är främst känd för att ha komponerat tre av Albaniens bidrag i Eurovision Song Contest samt fem vinnarbidrag i Festivali i Këngës. Hilas första bidrag till tävlingen blev "Tomorrow I Go" (albanska: Nesër shkoj) av Ledina Çelo i Eurovision Song Contest 2005. Två år senare valdes hans låt "Hear My Plea" (albanska: Balada e gurit) till Albaniens bidrag i Eurovision Song Contest 2007 framförd av Frederik Ndoci och Aida Dyrrah. Hans tredje Eurovision-bidrag blev "Zemrën e lamë peng", framförd av Olta Boka vid Eurovision Song Contest 2008 i Belgrad. 
Utöver sina Eurovision-bidrag har Hila skrivit både flera singlar och bidrag till Festivali i Këngës. 1995 deltog Aurela Gaçe med Hilas låt "Nata" i Festivali i Këngës. Tre år senare ställde Gaçe upp med Hila-låten "E pafajshme jam". Hans första vinnande låt i Festivali i Këngës blev låten "S’jam tribu" med text av Jorgo Papingji och framförd av Gaçe. Två år därpå producerade han Gaçes andra vinnarlåt i tävlingen, "Jetoj". Även "Jetoj" hade text av Papingji.
2003 komponerade han sitt första vinnarbidrag i Kënga Magjike 5 då låten "Ku je ti" framförd av Ema Bytyçi vann tävlingen. 2005 vann även hans låt "Nuk dua tjetër", framförd av Genta Ismajli, Kënga Magjike 7. Han skrev även Marjeta Billos bidrag till Festivali i Këngës 47, "Era e tokës". 
Hila har även medverkat med låtar på Anjeza Shahinis debutalbum från 2008, Erdhi momenti och Aurela Gaçes skiva Paraprakisht från 2012.
Hila både skrev och komponerade vinnarlåten i Festivali Mbarekombetar të Fëmijeve 2012 "Pse u merzit mami", framförd av Mishela Rapo.

## Diskografi

### Festivali i Këngës-bidrag (urval)
- 1994 – "Te dua o jetë" (framförd av Ema Qazimi)
- 1995 – "Nata" (framförd av Aurela Gaçe)
- 1998 – "E pafajshme jam" (framförd av Aurela Gaçe)
- 1999 – "S'jam tribu" (framförd av Aurela Gaçe)
- 2001 – "Jetoj" (framförd av Aurela Gaçe)
- 2004 – "Frikem se më pëlqen" (framförd av Jonida Maliqi)
- 2004 – "Nesër shkoj" (framförd av Ledina Çelo)
- 2006 – "Balada e gurit" (framförd av Frederik & Aida Ndoci)
- 2007 – "Era e tokës" (framförd av Marjeta Billo)
- 2007 – "Zemrën e lamë peng" (framförd av Olta Boka)
- 2010 – "Një dashuri" (framförd av Enkelejda Arifi)

### Kënga Magjike-bidrag (urval)
- 2002 – "Ekzistoj" (framförd av Alketa Vejsiu)
- 2003 – "Ku je ti" (framförd av Ema Bytyçi)
- 2005 – "Nuk dua tjetër" (framförd av Genta Ismajli)
- 2008 – "Më lini vetëm" (framförd av Blerina Braka)
- 2008 – "Ëndërr e etur" (framförd av Evi Reçi)
- 2010 – "Gipsy Lover" (framförd av Era Rusi)
- 2012 – "Romale" (framförd av Eli Fara)
- 2012 – "Ti s'kë zemër" (framförd av Rozana Radi)
- 2012 – "Gjashtë Mars" (framförd av Era Rusi)
- 2012 – "Mbetëm" (framförd av Eliza Hoxha)
- 2013 – "E fundit tango" (framförd av Olta Boka)
- 2013 – "Gjuju" (framförd av Era Rusi & GB MC)
- 2013 – "Bekim" (framförd av Rozana Radi)
- 2013 – "Gaboja" (framförd av Ledina Çelo)

### Top Fest-bidrag
- 2011 – "Ti e di" (framförd av Era Rusi)
- 2014 – "Hajde më në" (framförd av Era Rusi)

### Junior Eurovision Song Contest-bidrag
- 2015 – "Dambaje" (framförd av Mishela Rapo)
- 2016 – "Besoj" (framförd av Klesta Qehaja)

### Singlar
- 2012 – "Feeling" (framförd av Era Rusi)
- 2012 – "Ja ke nge" (framförd av Aurela Gaçe)